# رامون سالا
رامون سالا (بالإسبانية: Ramón Sala)‏ هو لاعب هوكي الحقل إسباني، ولد في 8 أغسطس 1971 في تاراسا في إسبانيا.

## وصلات خارجية
- رامون سالا على موقع أوليمبيديا (الإنجليزية)
- رامون سالا على موقع اللجنة الأولمبية الإسبانية (الإسبانية)